# Patrick Balfour, 3. Baron Kinross

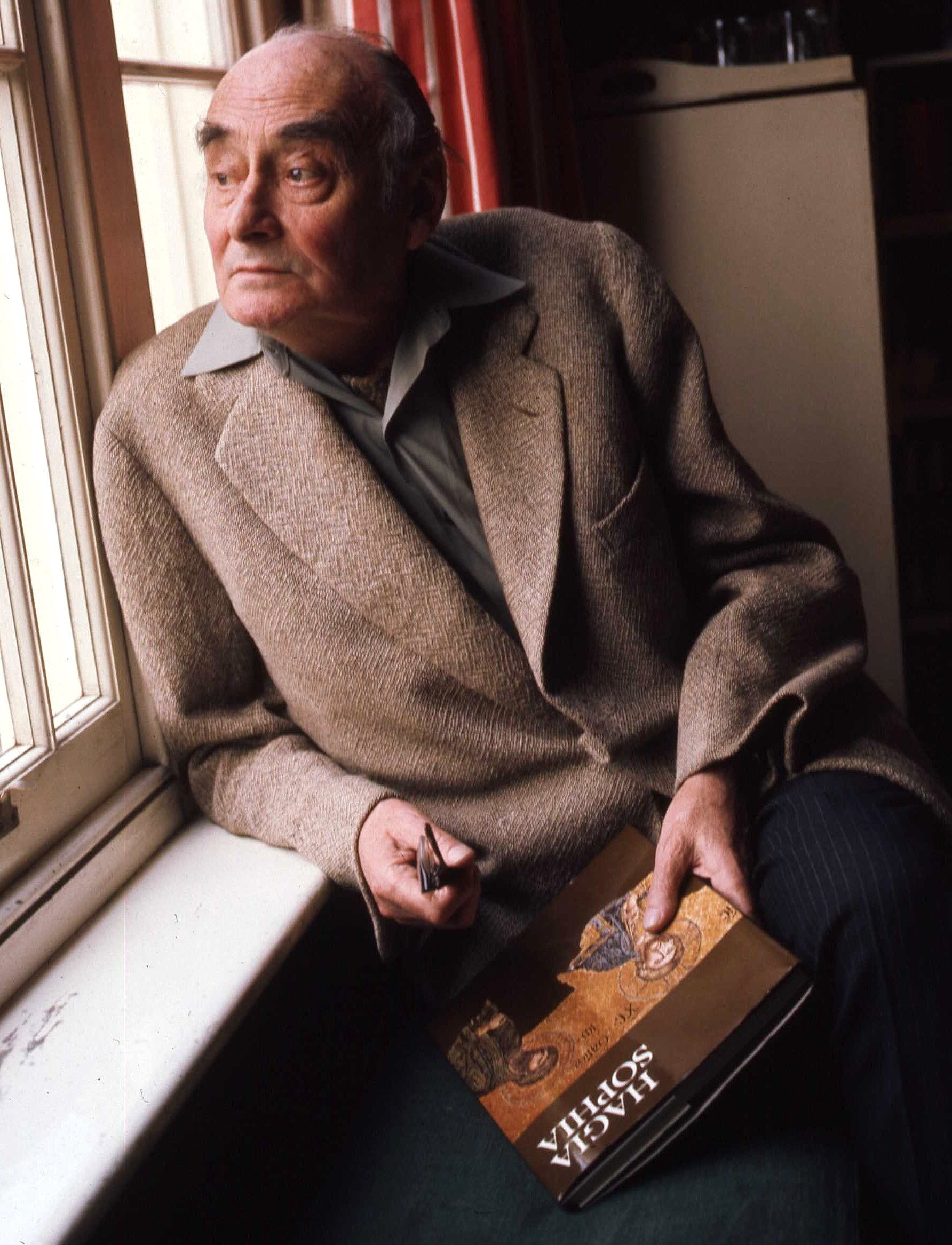
Patrick Balfour, fotografiert von Allan Warren

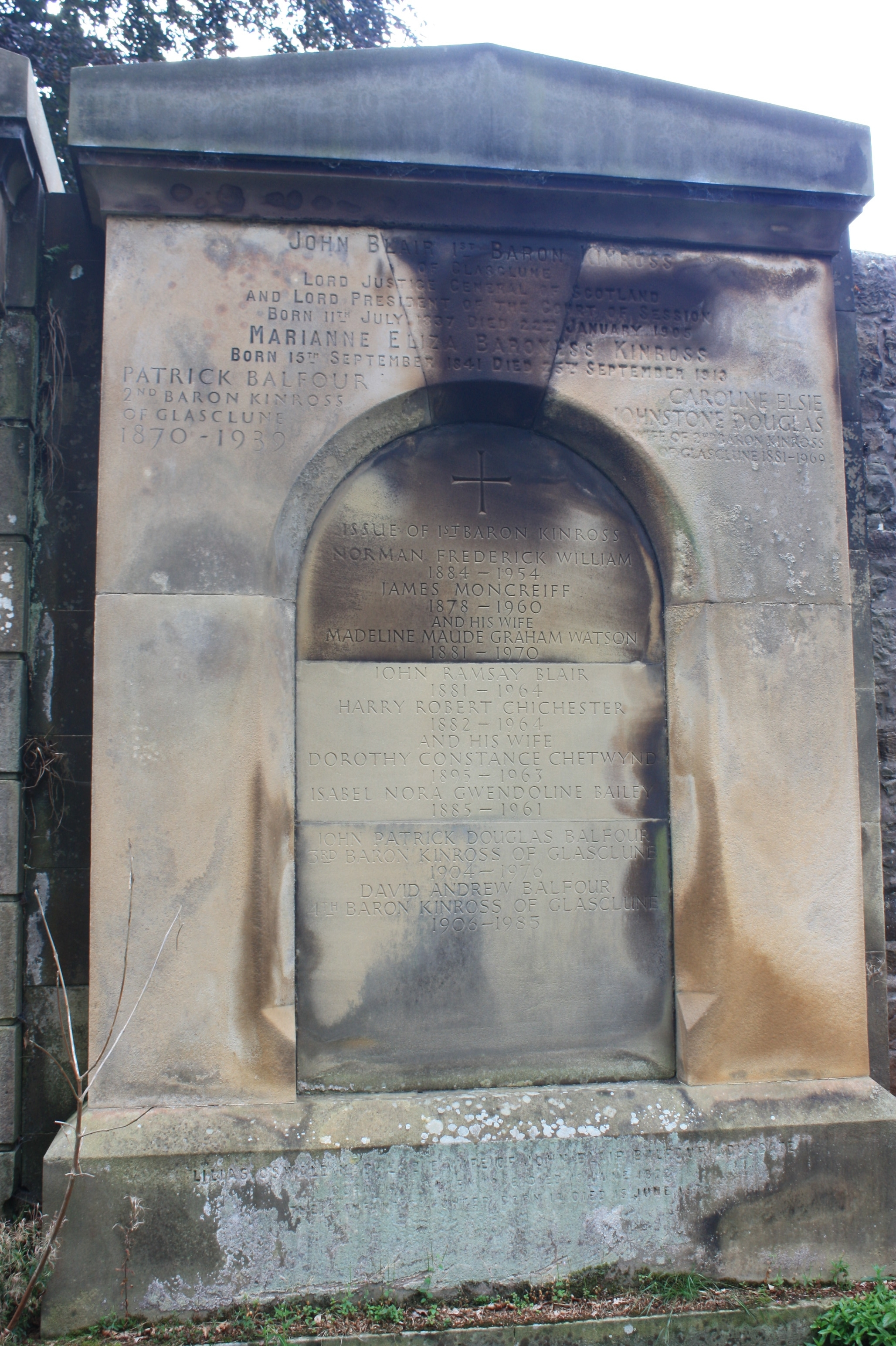
Baron Kinross Monument, Dean Cemetery

Patrick Balfour, 3. Baron Kinross (* 1904; † 4. Juni 1976) war ein britischer Autor.

## Leben

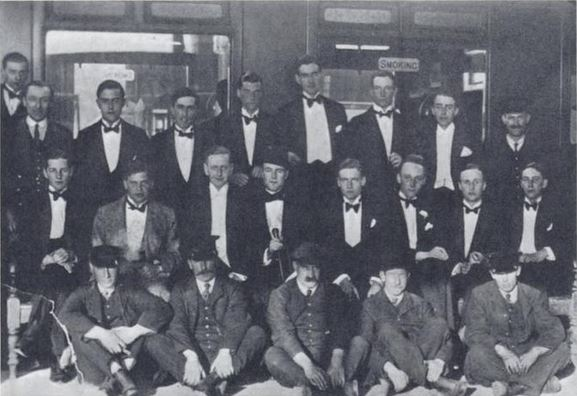
Railway Club at Oxford, conceived von John Sutro, dominated von Harold Acton. Von Links nach rechts, hinten: Henry Yorke, Roy Harrod, Henry Weymouth, David Plunket Greene, Harry Stavordale, Brian Howard; mittlere Reihe: Michael Rosse, John Sutro, Hugh Lygon, Harold Acton, Bryan Guinness, Patrick Balfour, Mark Ogilvie-Grant, Johnny Drury-Lowe; Vorne: Porters

Sein Großvater war John Balfour, 1. Baron Kinross und seine Großmutter war Lilias Oswald Mackenzie. Sein Vater war Patrick Balfour, 2. Baron Kinross. Sein jüngerer Bruder war David Andrew Balfour, 4. Baron Kinross. Er besuchte das Winchester College und studierte am Balliol College in Oxford, wo er Mitglied im Railway Club war.
Im Zweiten Weltkrieg war er bei der Britischen Air Force. Von 1944 bis 1947 war er First Secretary bei der Britischen Botschaft in Kairo. Als Journalist und Autor verfasste er mehrere Werke, insbesondere für seine Biografie über Mustafa Kemal Atatürk ist Balfour bekannt. Zudem schrieb er mehrere Bücher über seine Reiseerfahrungen in der Türkei und im Nahen Osten. Kurzzeitig war er ab 1938 mit der Britin Angela Mary Culme-Seymour (1912–2012) verheiratet.

## Werke (Auswahl)
- The Ruthless Innocent. 1949. (möglicherweise basierend auf dem Character von Angela Culme-Seymour)
- The Orphaned Realm: Journeys in Cyprus. 1951.
- Within the Taurus: A Journey in Asiatic Turkey. 1954.
- Portrait of Greece. mit Photographien in Farbe von Dimitri. Max Parrish, London 1956, OCLC 1065133331.
- Europa Minor: Journeys in Coastal Turkey. 1956.
- The Kindred Spirit; a history of gin and of the House of Booth. London, 1959.
- The Innocents at Home [An account of the author’s travels in the United States of America]. 1959.
- Atatürk: The Rebirth of a Nation. London 1964.
- Atatürk: A Biography of Mustafa Kemal, Father of Modern Turkey. New York 1965.
- Portrait of Egypt. 1966.
- The Windsor Years: The Life of Edward, as Prince of Wales, King, and Duke of Windsor. 1967.
- Between Two Seas: The Creation of the Suez Canal. 1968.
- Ottoman Centuries: The Rise and Fall of the Turkish Empire. 1977, ISBN 0-688-08093-6.
- Hagia Sophia :A History of Constantinople. Newsweek Book Division, 1979, ISBN 0-88225-015-9.